# ویلیام هرنس
ویلیام جورج هرنس (۱۵ نوامبر ۱۹۲۸ - ۵ مارس ۲۰۱۲) یک قاتل سریالی آمریکایی بود که در سال ۱۹۴۶ به سه فقره قتل اعتراف کرد. پس از اینکه در یک صحنه جرم، با ماتیک پیامی را نوشت، به قاتل ماتیکی معروف شد. هرنس در زمان مرگش مشهورترین زندانی شیکاگو با طولانی ترین مدت حبس بود و ۶۵ سال را در زندان گذرانده بود.
او آخرین سال های محکومیتش را در مرکز اصلاحی دیکسون در ایلینوی گذراند. او تا زمان مرگ در زندان بود ولی اعترافاتش را پس گرفت و ادعا کرد که قربانی بازجویی های اجباری و خشونت پلیس شده است.
چارلز انیشتین رمانی به نام تیغه خونین درباره هرنس نوشت که در سال ۱۹۵۳ منتشر شد و در سال ۱۹۵۶، فریتس لنگ فیلم زمانی که شهر در خواب است را از آن اقتباس کرد. 
در ۵ مارس ۲۰۱۲، هرنس در ۸۳ سالگی در اثر مشکلات ناشی از دیابت در مرکز پزشکی یو آی سی مُرد.